# Tri-Car
Die Tri-Car Company war ein US-amerikanischer Automobilhersteller, der nur 1955 in Wheatland (Pennsylvania) ansässig war.
Der Tri-Car war ein zweitüriger Kabinenroller mit drei Sitzplätzen und GFK-Karosserie. Die Vorderräder waren lenkbar und das einzelne Hinterrad wurde von einem Zweizylinder-Reihenmotor von Lycoming angetrieben. Der Motor leistete 30 bhp (22 kW) bei 3000 min−1. Anders als beispielsweise die Isetta hatte der Tri-Car zwei seitliche Türen, die hinten angeschlagen waren. Das ganze Fahrzeug war 2972 mm lang.
Der Verkaufspreis lag bei US$ 995,–.